# Гумбольдт (залив, Калифорния)
Гумбольдт  (англ. Humboldt Bay) — залив Тихого океана на севере Калифорнии. На берегу залива расположены города Аркейта и Юрика.

## Экология
Залив находится в области регулярных отливов и приливов. Зимой залив является местом отдыха 100 000 перелетных птиц.
Покрыт обычной для берегов растительностью (Ammophila arenaria).

## География и порт
Гумбольдт — это единственный глубокий залив между Сан-Франциско и Кос-Бей (Орегон) и поэтому является важной гаванью.

## История
Впервые залив был назван именем Резанова.

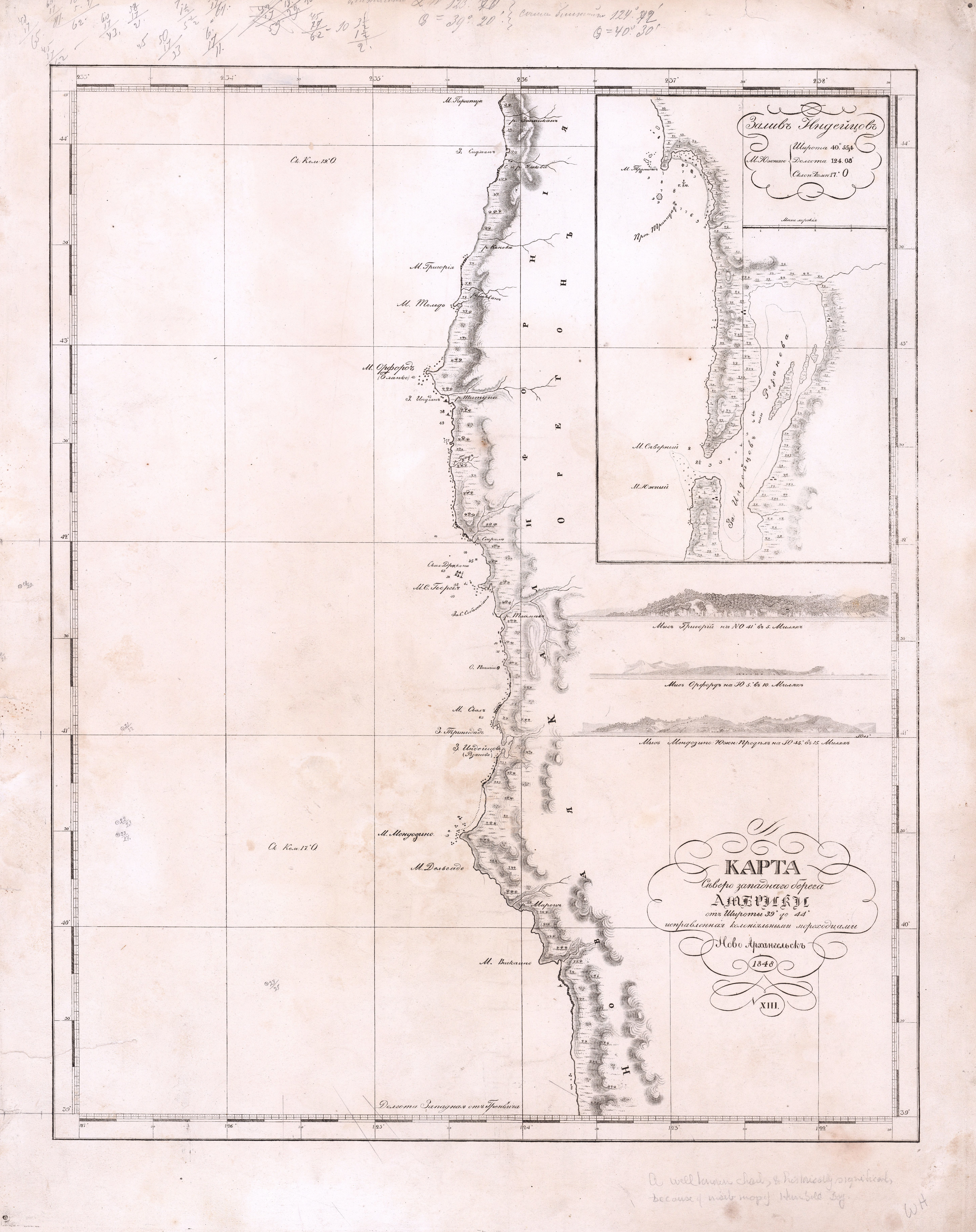
Карта северо-западного берега Америки от широты 39° до 44°, 1848 г.

Гумбольдт был открыт в 1849 году экспедицией из 7 мужчин под руководством Джози Грега. Группа продвигалась медленно и достигла залива на грани голодной смерти. В 1850 году в гавань пришли первые корабли. Приплывшие генералы назвали его в честь Александра Гумбольдта.
С 1963 до 1976 в заливе работал кипящий ядерный реактор.